# Бар (Чорногорія)
Бар (Бар/Bar) — місто в Чорногорії на узбережжі Адріатичного моря, адміністративний центр муніципалітету. Населення — 13.719 чоловік (2003).

## Географія
Місто розташоване в південній частині Чорногорії між Адріатичним морем і Скадарським озером, на 42 ° 6 ' широти і 19 ° 6' довготи. Бар щорічно має більше ніж 270 сонячних днів, що робить його одним з найсонячніших міст в Європі.

## Населення
Перепис 2003 року нарахував у Барському муніципалітеті 40.037 жителів. Населення самого Бару — 13.719 жителів.
Березень 1981 — 6.742
Березень 1991 — 10.971
Листопад 2003 — 13.719
За даними останнього перепису, понад 44 % жителів муніципалітету вважають себе чорногорцями, майже 25 % вважають себе сербами, 12 % — албанці, 6 % — мусульмани.

## Економіка
Бар (а разом з ним і Котор) — найбільший торговий порт Чорногорії. Є регулярне поромне сполучення з італійськими містами Барі та Анкона. У порті Бару базуються війська берегової охорони Чорногорії.
У Барі розвинене виробництво шкіри, а також традиційне виробництво оливкової олії (вже в 1927 році тут діяв чималий завод з переробки оливок).
Останніми роками Бар стає і туристичним центром. У Барі є безліч магазинів одягу і взуття, що привозять в основному з Італії.

## Транспорт

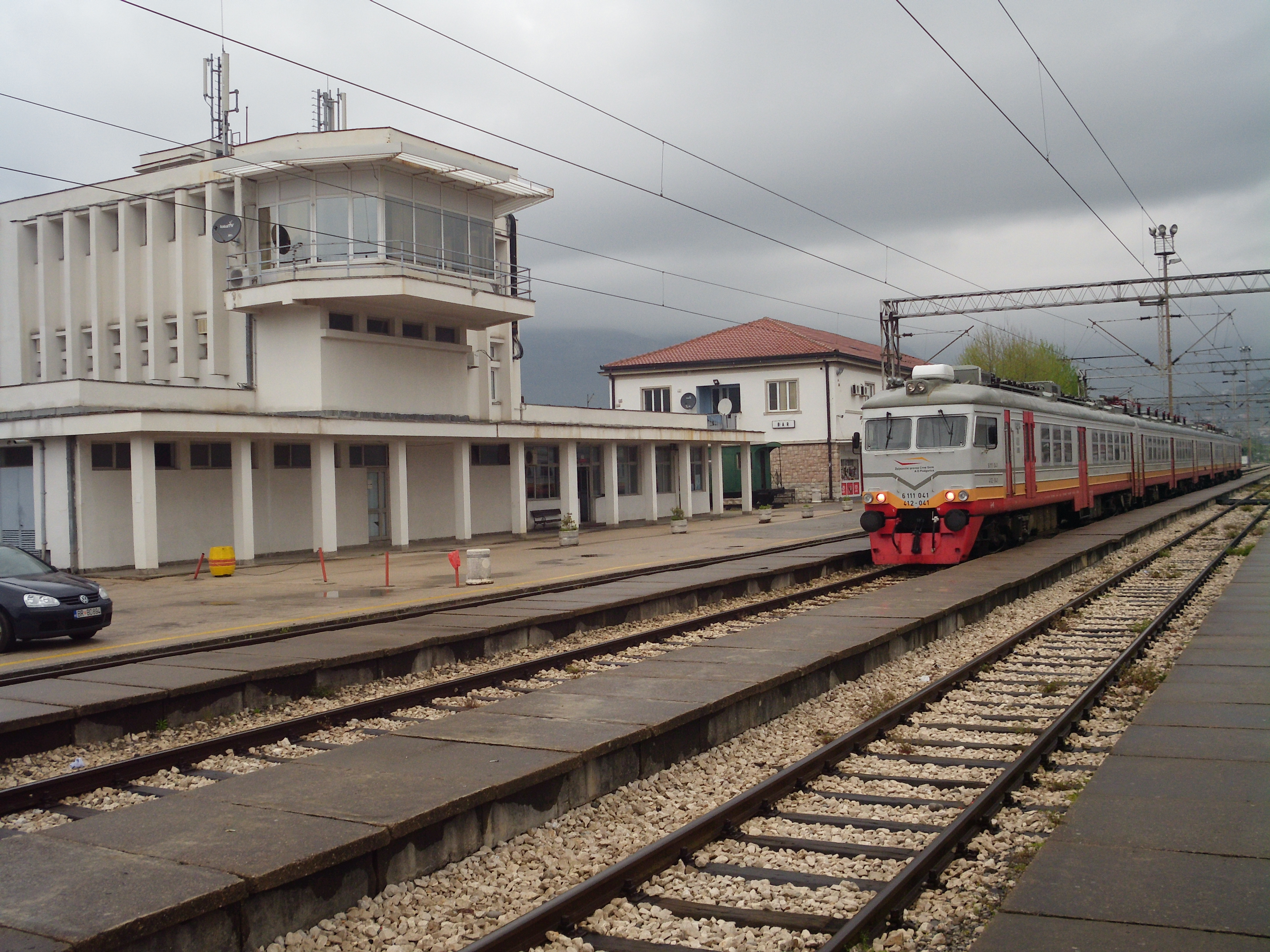
Залізничний вокзал

Бар з'єднано з останніми містами узбережжя Чорногорії автодорогою з двох смуг — т.з. Адріатичною трасою (Jadranska magistrala). Через тунель Созина можна швидко доїхати до Подгориці.
Бар поєднано регулярним залізничним сполученням з Белградом і Подгорицею. До 2013 року існував безпересадковий вагон Москва — Бар.
Найближчі аеропорти до Бару — у Тіваті та Подгориці. Вони ж є єдиними міжнародними в країні.

## Архітектура

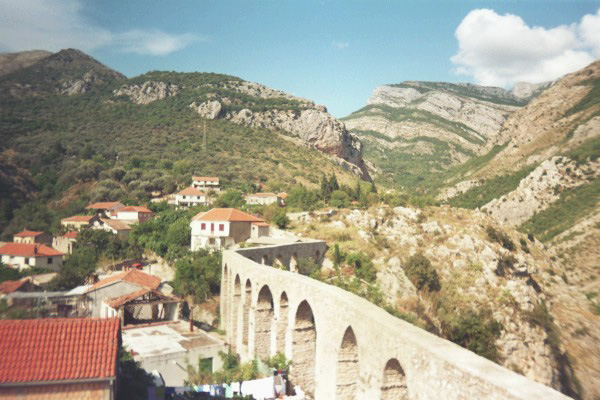
Акведук у Старому Барі

Однією з найбільших пам'яток Бару є палац короля Николи I Петровича. У складі комплексу — великий і малий палаци, каплиця, зимовий сад і ботанічний сад). Нині приміщення палацу використовуються для краєзнавчого музей і виставкові зали.
Значна частина пам'яток міста — у Старому Барі, що розташований біля підніжжя гори Румія на віддаленні 4 км від моря. Всього в старому Барі близько 240 будівель. Воно було майже повністю зруйновано 1878 року, багато з пам'ятників дійшли до нас лише у вигляді руїн.
Один з найстаріших пам'ятників старого міста — ворота X-XI ст. Цікаві також руїни кафедрального собору св. Георгія XI ст. і двох церков — св. Катарини та св. Венеранди, а ще деякі з пам'ятників епохи турецького підданства (акведук XVI—XVII ст., часова башта 1753 року побудови).
Біля південно-західної стіни Старого Бару є мечеть Омербашича (у хорошому стані) з мінаретом (1662 року побудови) і гробницею Дервіш-Хачана (XVII ст.); поруч с мечеттю — будови для розміщення паломників та імамів.
Але і Новий Бар не обділено пам'ятками; серед них — церква св. Николи, що є резиденцією католицького архиєпископа; пам'ятник визволителям Бару від Османської імперії (в ньому використані фрагменти зруйнованих будівель Старого Бару); фундамент церкви часів римського імператора Юстиніана; церква св. Петки в Шушанах.

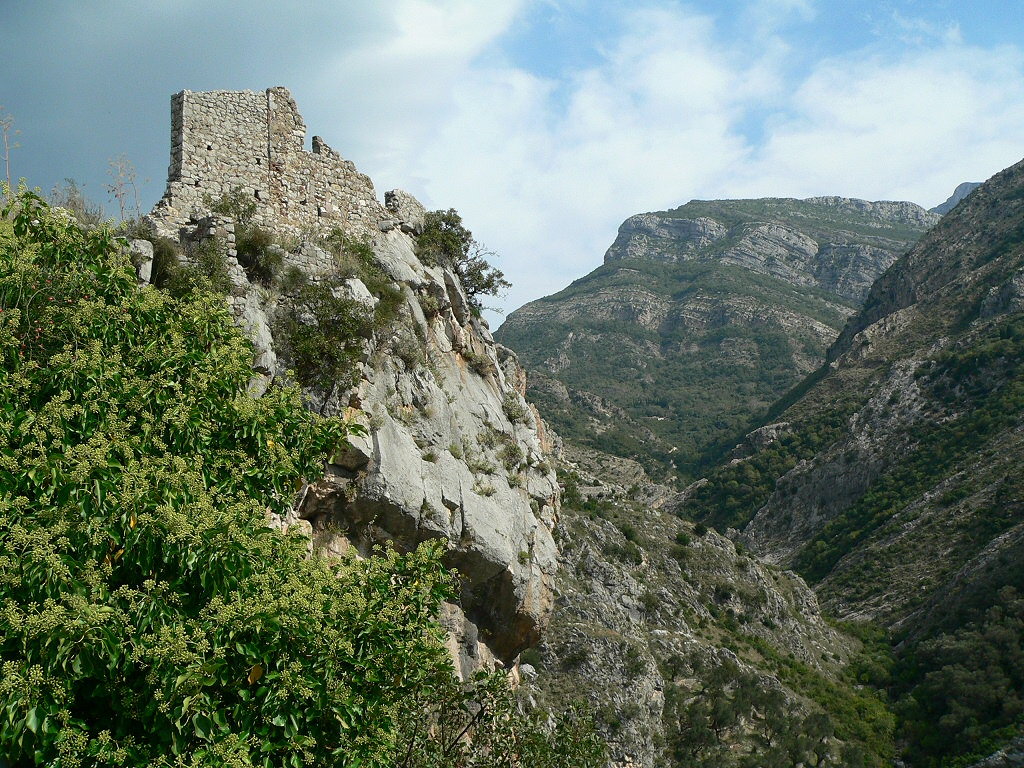
Руїни міських стін Старого Бару

## Околиці
В околицях Бару знаходиться ряд монастирів:
- Бенедиктинський монастир Богородиці Ратачської між Баром і Сутоморе, заснований 1247 року і знищений турками у XVI столітті;
- монастир Рибняк у селі Зупці з церквою св. Василя Захумського;
- монастирі Горні Брчелі та Дольні Брчелі (нижній засновано у XV ст.; верхній існує з XVIII століття, служив зимовою резиденцією владиці Данилу).

В селі Спич поблизу Сутоморе є руїни церкви св. Рока (заснована в XIV ст.; мала два вівтарі — православний і католицький); на захід від Сутоморе — церква св. Фекли (також має вівтарі двох конфесій). В Сотоничах — православна церква св. Анастасії XIV ст.
Неподалеку від Бару, на відстані 1 км на північний захід від Сутоморе, на місці середньовічного міста Нехая знаходяться руїни фортеці Хай-Нехай, що заснована у XV ст. венеційцями; у Нехаї — церква Св. Дмитра з православним і католицьким вівтарями.

## Відомі особистості
В поселенні народився:
- Драгіня Вуксанович (* 1978) — чорногорська юристка і політична діячка.

## Цікаві факти

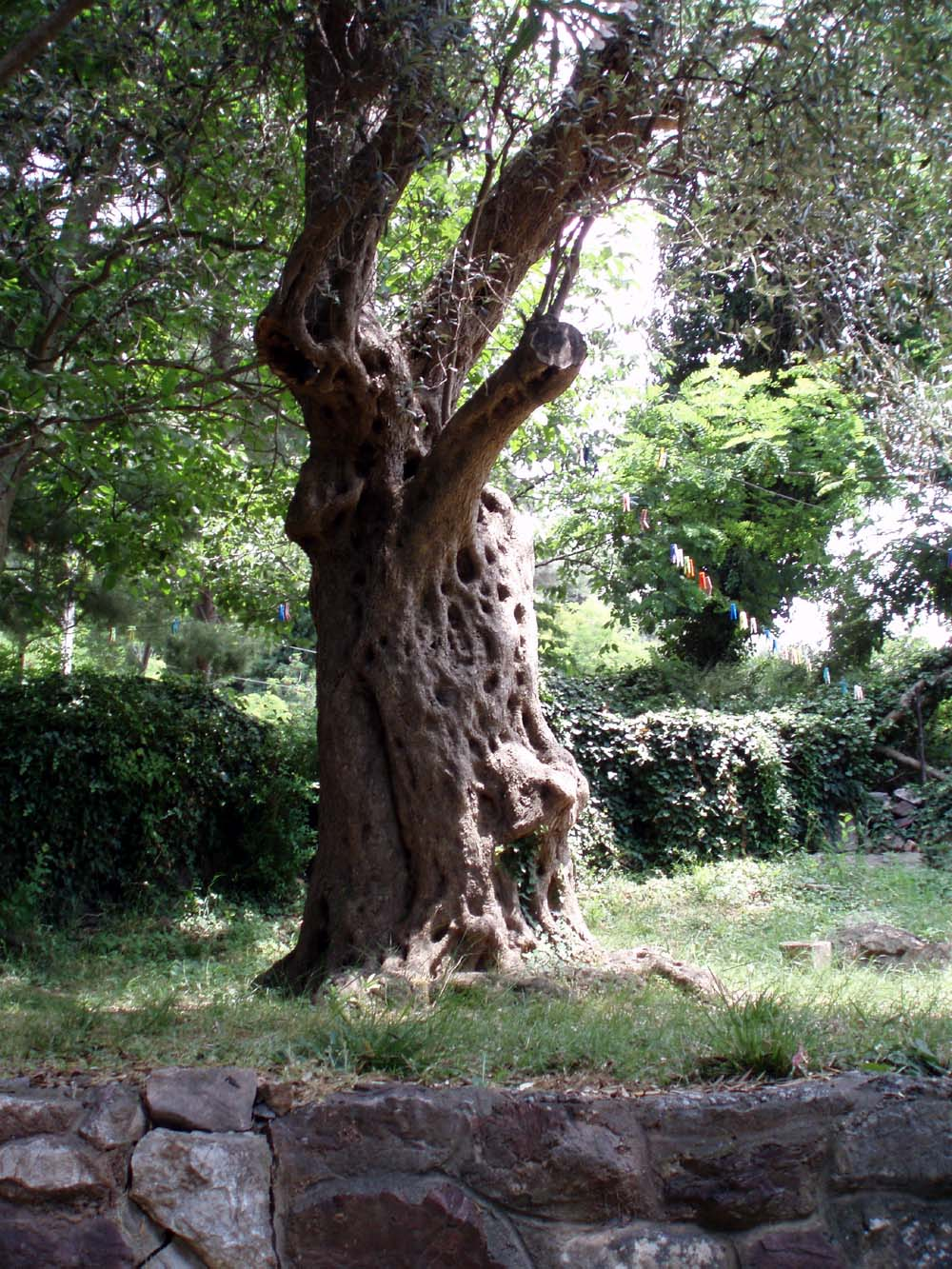
Оливкове дерево

- На території Бару росте дерево, вік якого становить більше ніж 2000 років.
- В XII столітті в Барі у монастирі Богородиці Ратачської було створено перший відомий твір на південнослов'янських землях — «Літопис попа Дуклянина» (авторство невідоме).
- 30 серпня 1904 року з вершини гори Волуїца поблизу Бара італійський вчений і інженер Гульєльмо Марконі передав в Барі, що розташований на протилежному березі Адріатичного моря, перший сигнал безпровідного телеграфу з першої на Балканському півострові радіостанції.